# 貫啓二
貫 啓二（ぬき けいじ、1971年1月27日 - ）は、日本の実業家。株式会社串カツ田中ホールディングス創業者、同社代表取締役会長。

## 人物・来歴
大阪府三島郡島本町生まれ。父は宮崎県延岡市出身で、仕事がなく家族で大阪に来た町工場の金型職人。中小企業の町工場では生活は安定せず、両親は子供には大学に進学して大企業に入ることを希望し、母は教育熱心だった。兄は警察官になった。
1989年大阪府立島本高等学校卒業後、トヨタ輸送に入社。1998年大阪でショットバーを開業。2002年にケージーグラッシーズ（現・串カツ田中ホールディングス）を設立し、同社代表取締役社長に就任。大阪で2店のデザイナーズレストラン、東京で1店の京懐石料理店を運営していた。
しかし、リーマン・ショックで経営危機に陥り、「どうせ倒産するなら」と、2008年に世田谷区の住宅街の雑居ビルで串カツ田中1号店を開業。フランチャイズでの展開を進め、2016年に東京証券取引所マザーズに上場。2019年には東京証券取引所市場第一部への市場変更を果たした。その後、2022年に「自分は300店舗を達成した。これ以上大きくするにはM&Aを進めていく必要もあるし、財務の知識が豊富な坂本さんのほうが適任だ」として、CFO（最高財務責任者）としてスカウトした坂本壽男を2代目社長に指名。自身は会長となり、現在に至る。

## テレビ出演
- 日経スペシャル カンブリア宮殿 大阪B級グルメでファミリーに大人気 秘伝のレシピで一発逆転! 串カツ田中の経営戦略の全貌（2018年7月26日、テレビ東京）[8]